# Leonard James Rogers

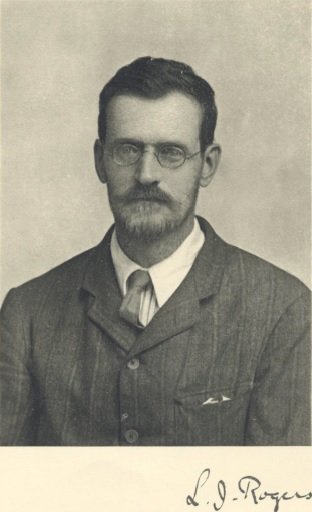
Leonard James Rogers

Leonard James Rogers FRS (Oxford, 30 de março de 1862 – Oxford, 12 de setembro de 1933) foi um matemático britânico, primeiro a descobrir a identidade de Rogers–Ramanujan e desigualdade de Hölder, e que introduziu os polinômios de Rogers. Os polinômios de Rogers–Szegő são denominados em sua memória.
De 1888 a 1919 foi professor de matemática do Yorkshire College, que tornou-se a Universidade de Leeds em 1904.
Foi eleito membro da Royal Society em 1924.

## Publicações
- Rogers, L. J. (fevereiro de 1888), «An extension of a certain theorem in inequalities», Messenger of Mathematics, New Series, XVII (10): 145–150, JFM 20.0254.02, cópia arquivada em 21 de agosto de 2007. O primeiro artigo contendo a desigualdade de Hölder.
- Rogers, L. J. (12 de abril de 1894), «Second Memoir on the Expansion of certain Infinite Products», Proceedings of the London Mathematical Society, s1, 25 (1): 318–343, JFM 25.0432.01, doi:10.1112/plms/s1-25.1.318, cópia arquivada em |arquivourl= requer |arquivodata= (ajuda) 🔗. O primeiro artigo contendo a identidade de Rogers–Ramanujan.